# Arné
Arné (okzitanisch: Arnèr) ist eine französische Gemeinde mit 182 Einwohnern (Stand: 1. Januar 2022) im Hautes-Pyrénées in der Region Okzitanien; sie gehört seit 2017 zum Arrondissement Bagnères-de-Bigorre (zuvor Arrondissement Tarbes) und zum Gemeindeverband Plateau de Lannemezan. Die Einwohner werden Arnois/Arnoises genannt.

## Geografie
Arné liegt rund 35 Kilometer ostsüdöstlich der Stadt Tarbes im Osten des Départements Hautes-Pyrénées an der Grenze zum Département Haute-Garonne. Die Gemeinde besteht aus dem Dorf Arné sowie zahlreichen Streusiedlungen und Einzelgehöften. Arné liegt auf dem Plateau von Lannemezan. Die Gesse durchquert die Gemeinde in nördlicher Richtung und bildet teilweise die östliche Gemeindegrenze. Der Arrats bildet streckenweise eine natürliche westliche Gemeindegrenze. Die A64 führt wenige Kilometer südlich an der Gemeinde vorbei.
Umgeben wird Arné von den Nachbargemeinden Monléon-Magnoac im Norden, Boudrac (im Département Haute-Garonne) im Norden und Osten, Uglas im Südwesten sowie Réjaumont und Monlong im Westen.

## Geschichte
Reste mehrerer Hügelgräber in La Chourigade und La Clotte im Süden der Gemeinde bestätigen eine frühe Besiedlung. Arné wurde im Kirchenregister von Comminges im Jahr 1387 erstmals (indirekt) als De Arnerio erwähnt. Im Mittelalter lag der Ort innerhalb der Region Rivière-Verdun, die wiederum ein Teil der Provinz Gascogne war. Die Gemeinde gehörte von 1793 bis 1801 zum District La Barthe. Zudem lag Arné von 1793 bis 1801 im Kanton Monléon und von 1801 bis 2015 innerhalb des Kantons Castelnau-Magnoac.

### Bevölkerungsentwicklung
| Jahr                       | 1962 | 1968 | 1975 | 1982 | 1990 | 1999 | 2006 | 2014 | 2020 |
| Einwohner                  | 263  | 257  | 234  | 199  | 188  | 187  | 194  | 214  | 198  |
| Quellen: Cassini und INSEE |      |      |      |      |      |      |      |      |      |

## Sehenswürdigkeiten
- Kirche Saint-Michel
- Denkmal für die Gefallenen[1]
- mehrere Wegkreuze
- Hügelgrab von La Chourigade, seit 1968 ein Monument historique[2]
- Hügelgrab von La Clotte, seit 1968 ein Monument historique[3]

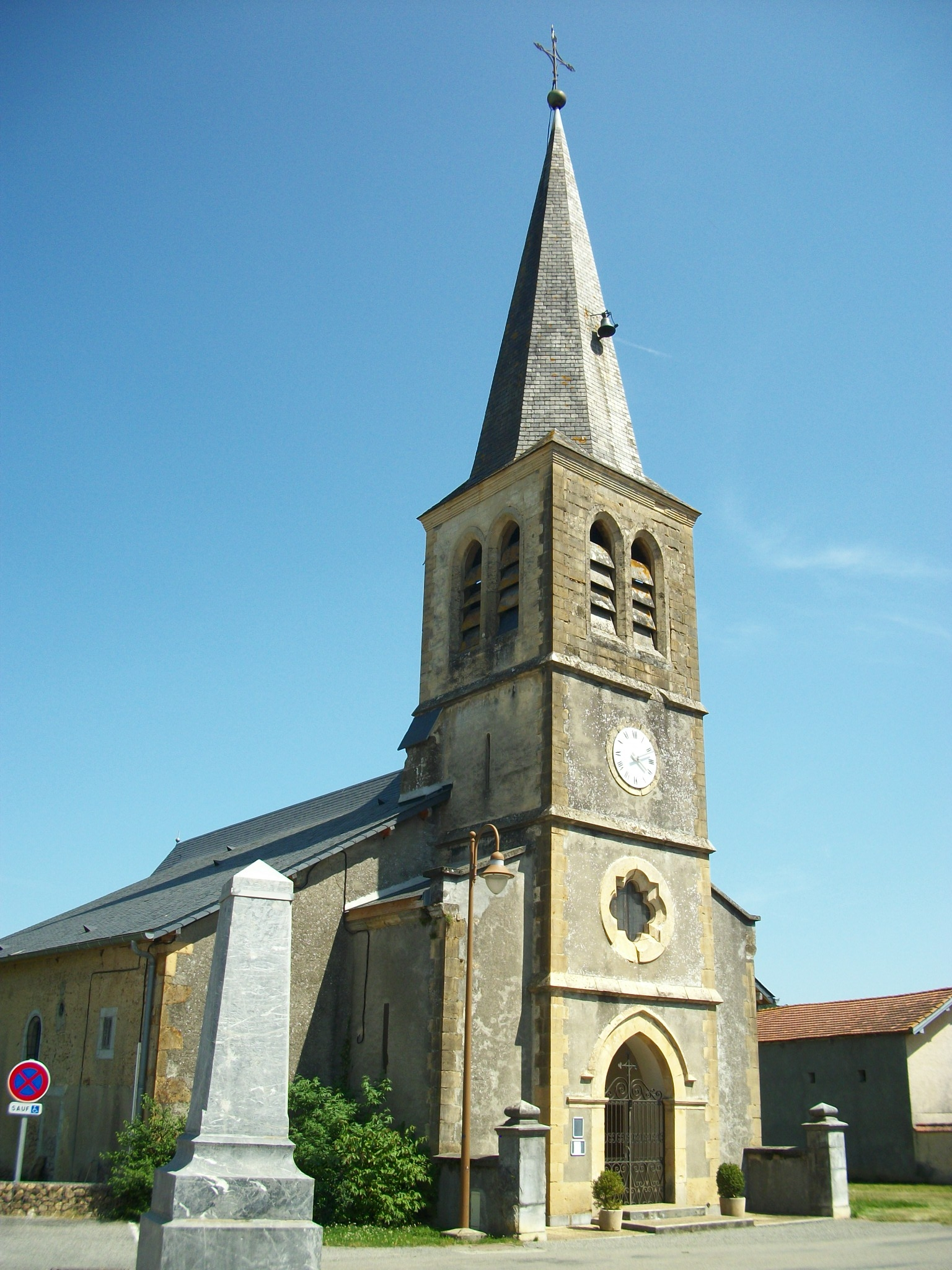
Kirche Saint-Michel
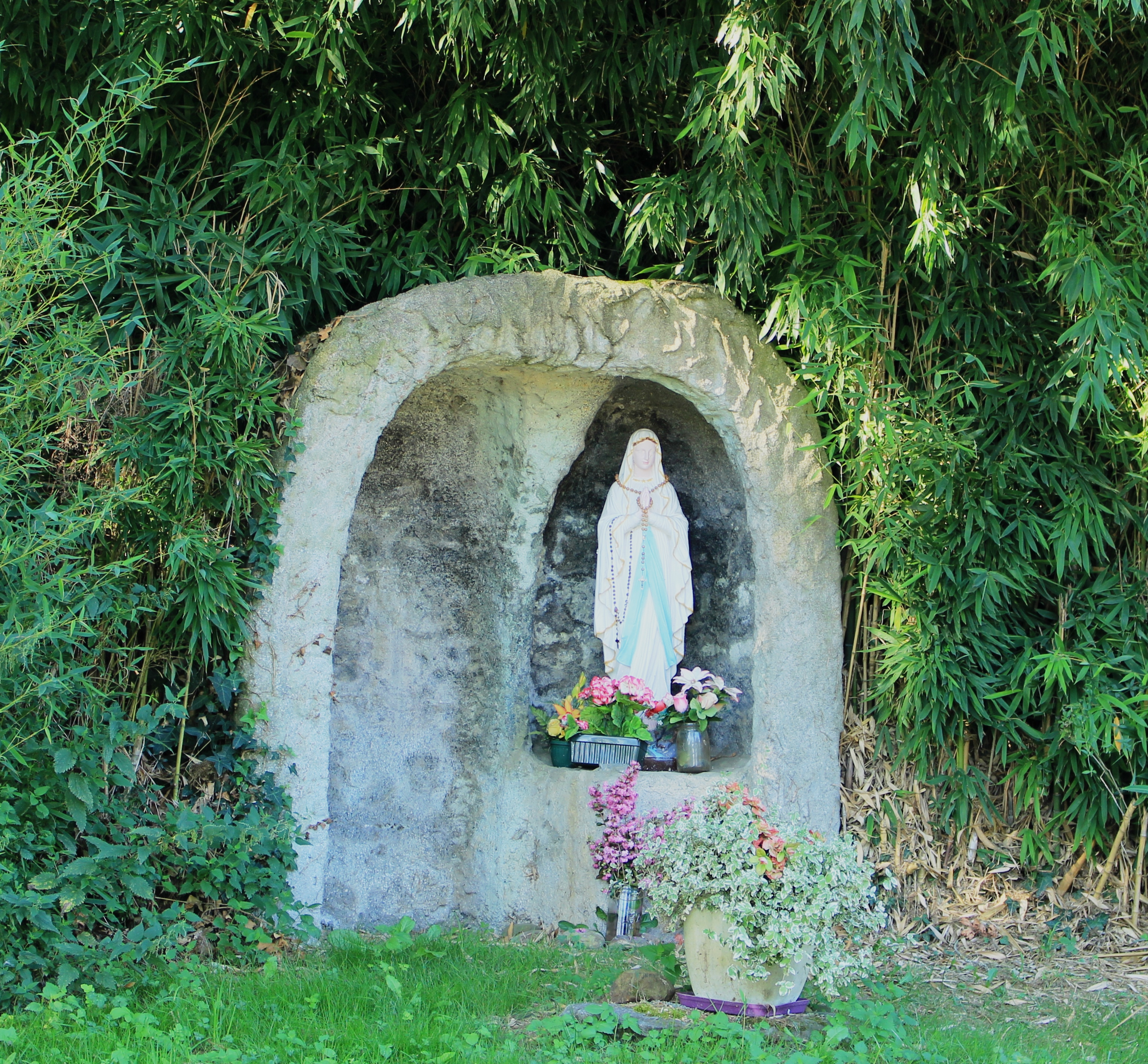
Marienstatue
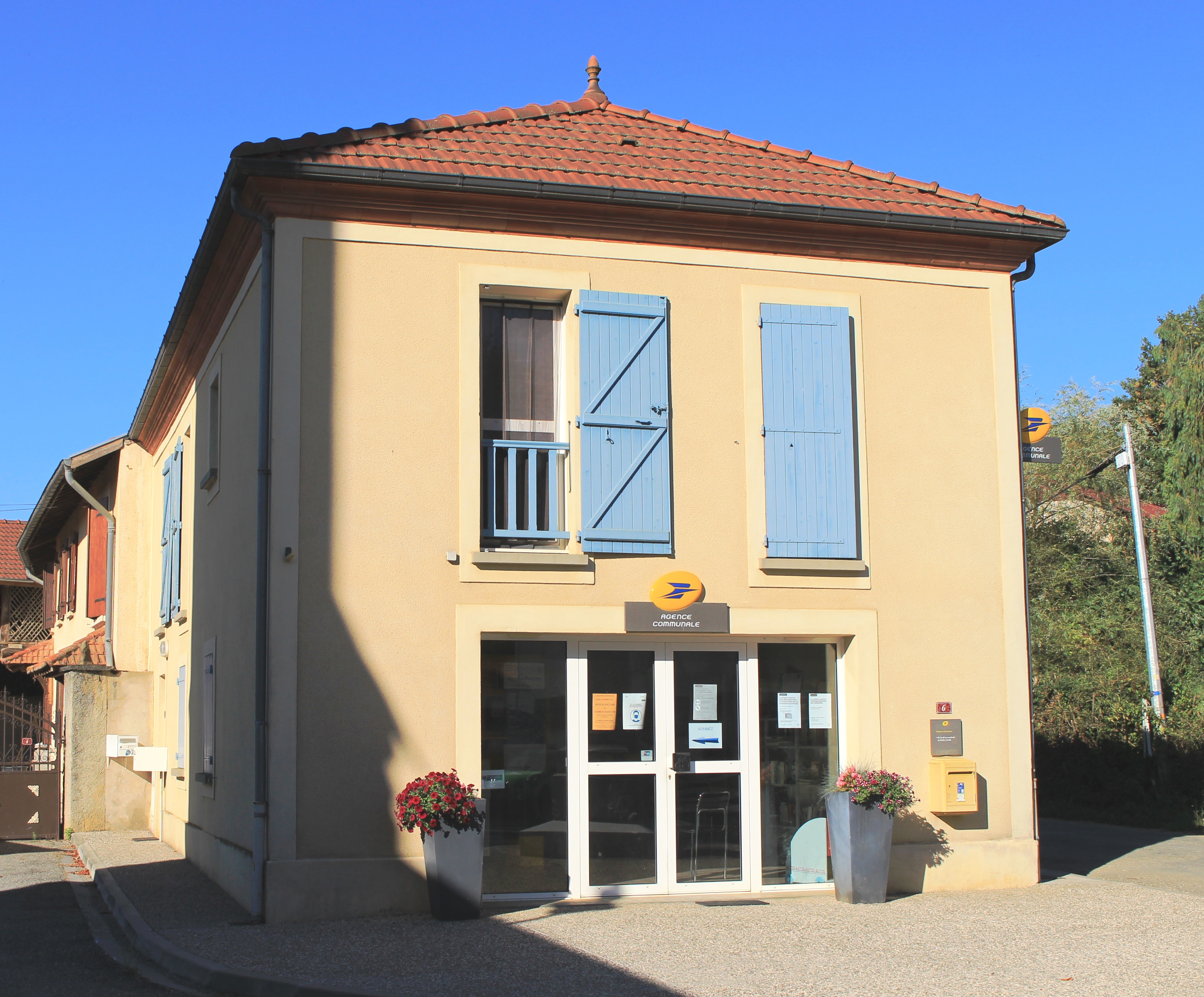
Postamt
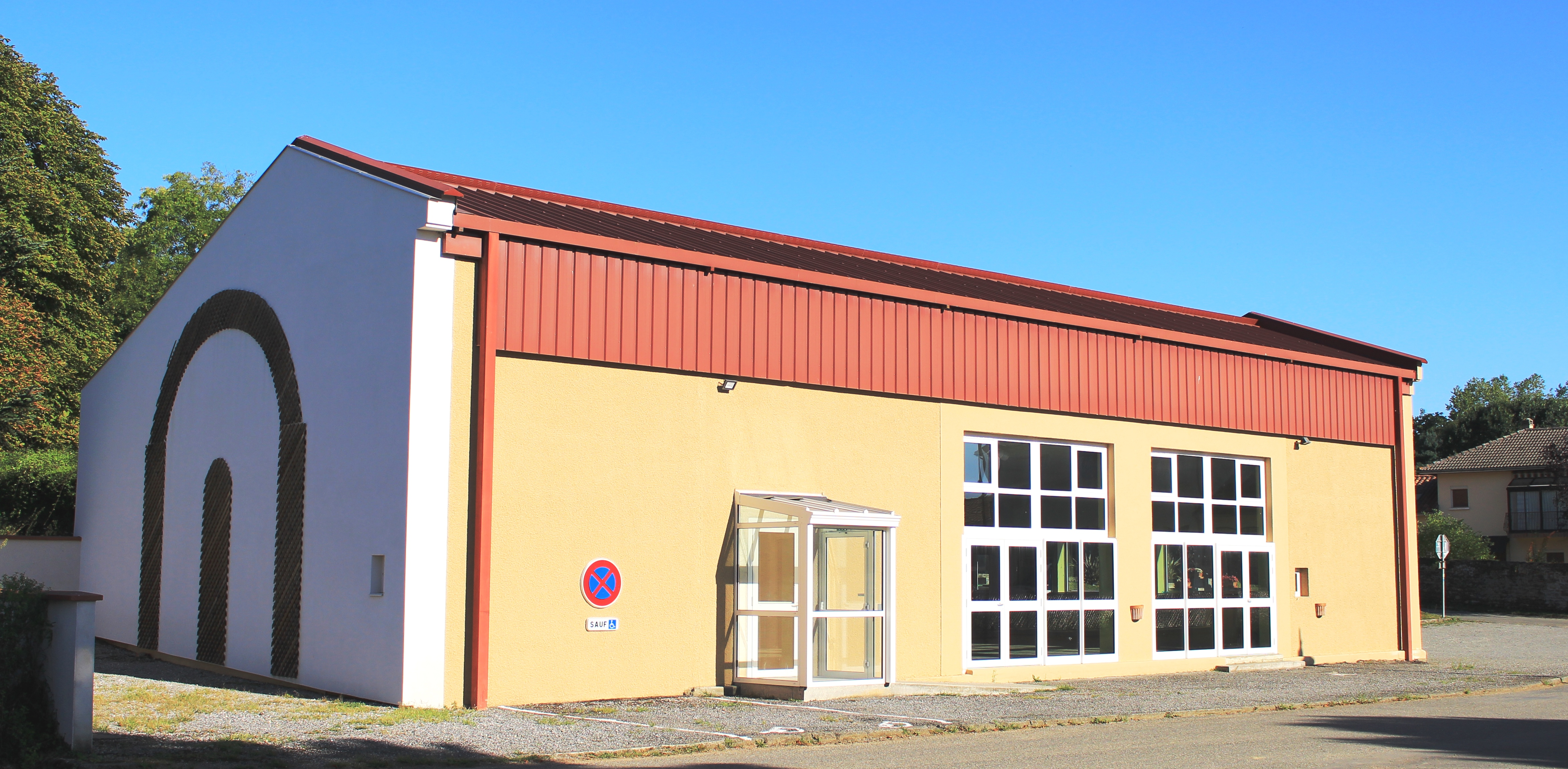
Gemeindefesthalle
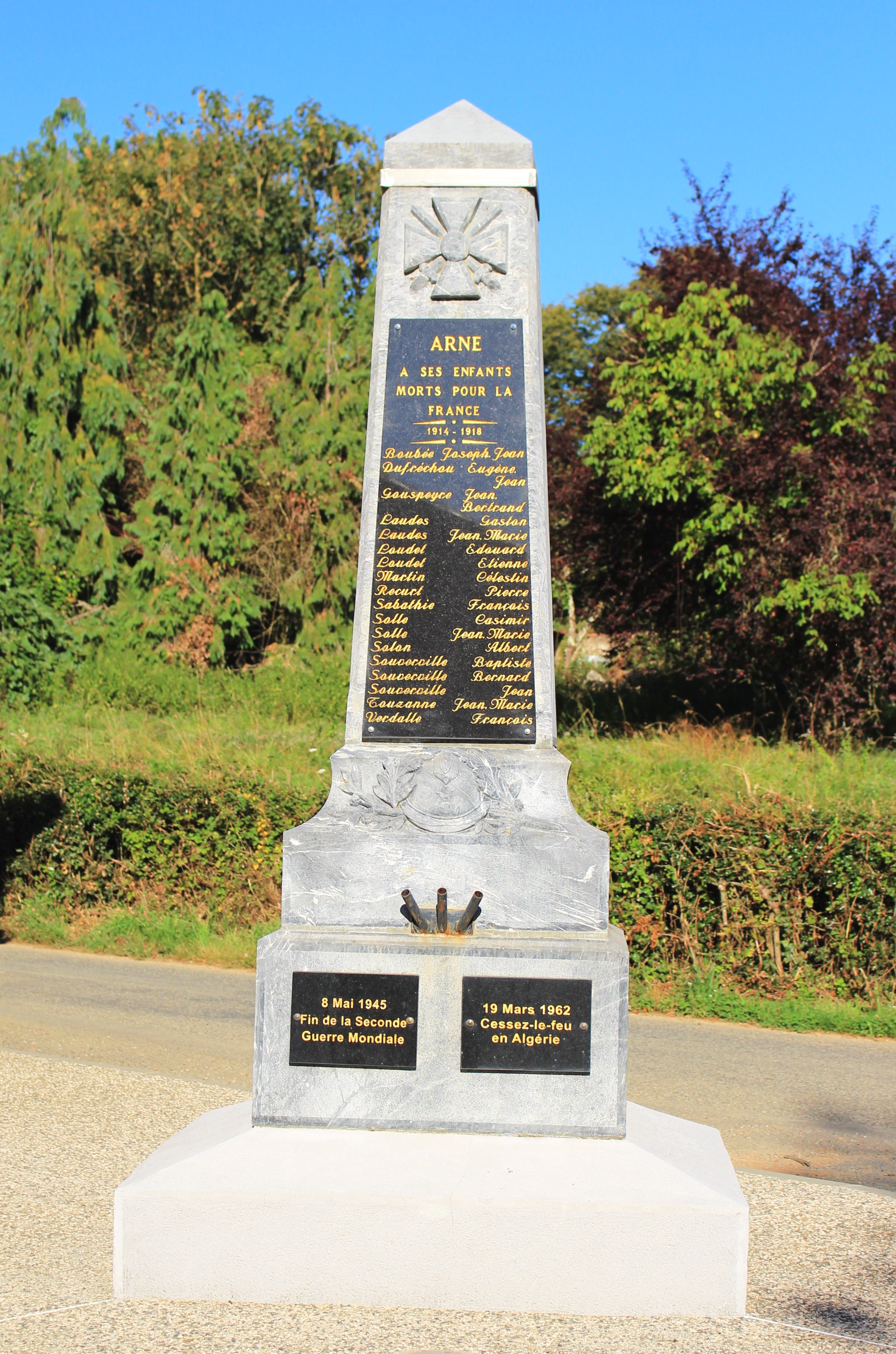
Gefallenendenkmal